# Gavardo
Gavardo är en ort och kommun i provinsen Brescia i regionen Lombardiet i Italien. Kommunen hade 12 280 invånare (2018).